# Мими Аун
Мими Аун (на бирмански: မိမိအောင်, [mḭ mḭ àʊɰ̃]; на английски: MiMi Aung) е бирманско-американска инженерка.
Родена е през 1968 година в Илинойс в семейство на бирмански докторанти, които малко по-късно се връщат в Бирма. Отива отново в Съединените щати на 16 години и през 1990 година получава магистърска степен по електроинженерство от Университета на Илинойс в Ърбана-Шампейн. Започва работа в Лабораторията за реактивно движение на НАСА. От 2015 година ръководи проекта за хеликоптера „Индженюити“, част от мисията „Марс 2020“, който през 2021 година става първият човешки летателен апарат, задвижен на планета, различна от Земята.